# Le Pecq
Le Pecq is een gemeente Frankrijk. Het ligt aan de Seine in de agglomeratie van Parijs, op 19 km ten westen van het centrum van Parijs.
Station Le Vésinet - Le Pecq ligt in buurgemeente Le Vésinet.

## Kaart
De onderstaande kaart toont de ligging van Le Pecq met de belangrijkste infrastructuur en aangrenzende gemeenten.

## Demografie
Onderstaande figuur toont het verloop van het inwonertal, bron: INSEE-tellingen. 

## Stedenband
- Aranjuez
- Barnes
- Hennef

## Geboren
- Jacques Tati 1907-1982, acteur